# Ornithocephalus tsubotae
Ornithocephalus tsubotae là một loài thực vật có hoa trong họ Lan. Loài này được (P.Ortiz) Toscano & Dressler mô tả khoa học đầu tiên năm 2000.